# Torkkraft
Med torkkraft avses luftens förmåga att absorbera och bortföra fuktighet. Luftens torkkraft är en ofta förbisedd men ändå mycket använd förnybar energiresurs som utnyttjas till exempel för att torka ved, lantbruksprodukter och tvättade kläder. Vid torkning omsätts stora mängder energi, men det är fråga om värmeenergi av låg kvalitet. Luftens förmåga att ta upp fuktighet utnyttjas också i kyltorn hos värmekraftverk och klimatiseringsanläggningar (luftkonditionering). I dessa sänks temperaturen genom avdunstningskylning (evaporativ kylning). Hos värmekraftverk får man på det sättet ett högre energiutbyte och hos klimatiseringsanläggningar en betydande energibesparing. I områden med torrt klimat är luftens torkkraft ofta tillräcklig för att täcka hela behovet av kylning i byggnader genom avdunstningskylning. 
Det skulle också vara möjligt att utnyttja luftens torkkraft i sig för att producera el. I områden med ett hett och torrt klimat och tillgång till vatten (även havsvatten duger) skulle man på det sättet kunna utvinna betydligt större mängder energi än vad man kan genom att utnyttja vinden. Någon speciell teknik för ändamålet är dock ännu inte utvecklad.